# Великий архітектор (гравюра)

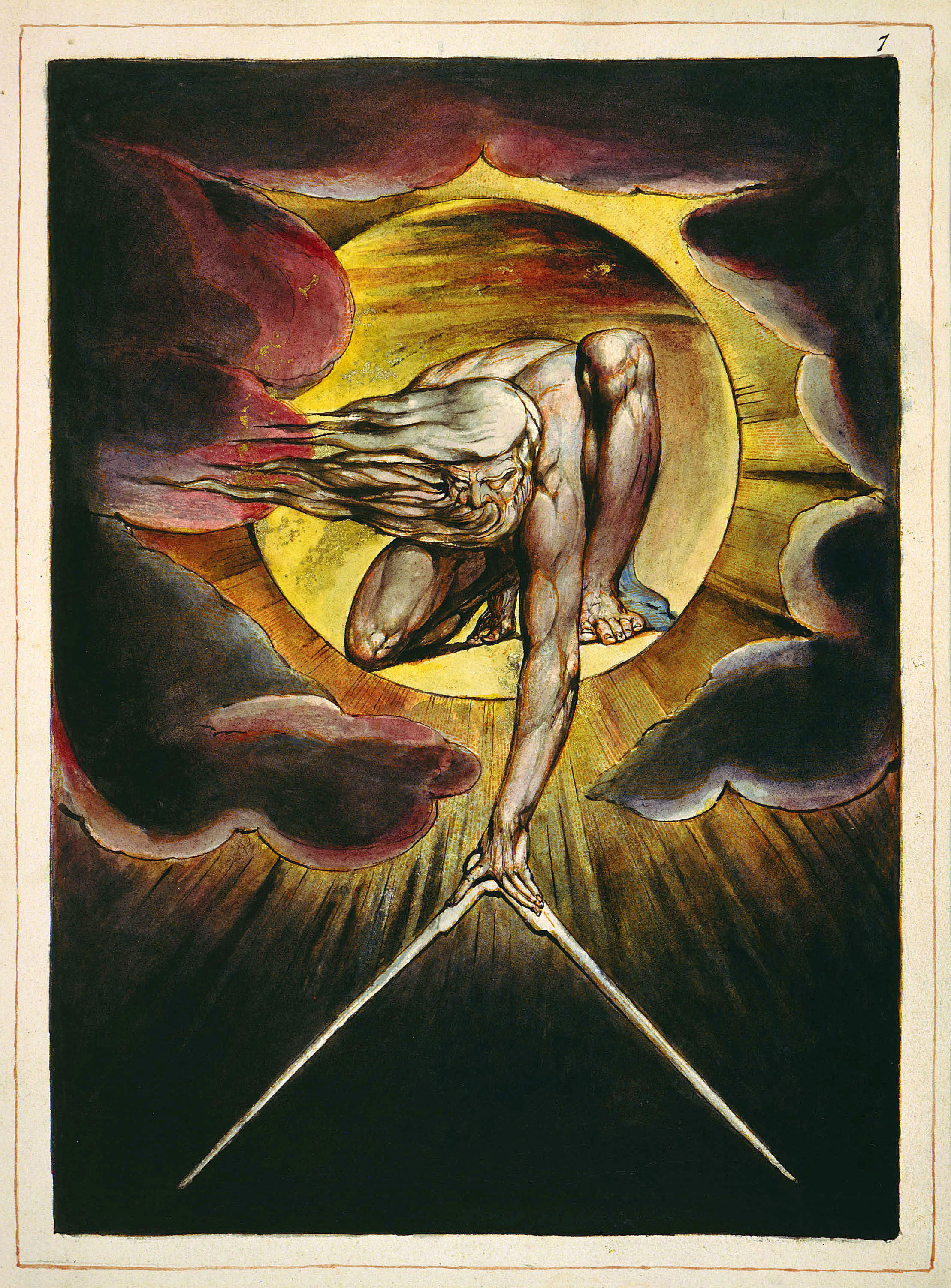
Оригінал гравюри, випущеної до книги «Europe a Prophecy» 1794 року

«Старий днями» (англ. The Ancient of Days), або «Великий архітектор» — гравюра англійського художника і поета Вільяма Блейка.
Назва твору «The Ancient of Days» по-англійськи означає «Старий днями» — це одне з імен (епітетів) Бога в Старому завіті, згадане в книзі пророка Даниїла (арамейською: Атік Йомін):

Я бачив, аж ось поставили престоли, і всівся Стари́й днями. Одежа Його — біла, як сніг, а воло́сся голови Його — немов чиста во́вна, а престол Його — огняне по́лум'я, коле́са Його — палахкотю́чий огонь.— Дан. 7:9
Друга назва гравюри («Великий архітектор») посилається до прийнятої в масонстві назві вищої сутності або Бога (Великий Архітектор Всесвіту).
Головний персонаж гравюри — Бог в момент творіння. Блейк дає йому ім'я Урізен (від слова reason — розум).